# Victor Antoine Signoret
Pour les articles homonymes, voir Signoret.
Victor Antoine Signoret est un médecin et un entomologiste français, né le 6 avril 1816 à Paris, où il est mort le 3 avril 1889.

## Biographie
Son père, médecin, dirige une entreprise de produits pharmaceutiques. Il fait des études de pharmacie puis de médecine et obtient son titre de docteur en 1845 avec une thèse intitulée De l'Arsenic considéré sous ses divers points de vue. Il commence à s’intéresser aux coléoptères puis aux hémiptères. Il fait plusieurs voyages en Europe et en Asie Mineure qui lui permettent de rassembler une très importante collection qui est acquise par le Musée d'histoire naturelle de Vienne.
Il fut élu, à deux reprises, président de la Société entomologique de France en 1861 puis en 1883.

## Sources
- Jean Gouillard (2004). Histoire des entomologistes français, 1750-1950. Édition entièrement revue et augmentée. Boubée (Paris) : 287 p.
- Jean Lhoste (1987). Les Entomologistes français. 1750-1950. INRA Éditions : 351 p.
- Anthony Musgrave (1932). Bibliography of Australian Entomology, 1775-1930, with biographical notes on authors and collectors, Royal Zoological Society of New South Wales (Sydney) : viii + 380.